# Synapseudes minutus
Synapseudes minutus is een naaldkreeftjessoort uit de familie van de Metapseudidae. De wetenschappelijke naam van de soort is voor het eerst geldig gepubliceerd in 1940 door Miller.